# Le Conseil de pipelet
Le Conseil du pipelet ou Un tour à la foire és un curtmetratge mut francès de 1908 de Georges Méliès. Va ser venut per la Star Film Company de Méliès i està numerat entre 1159 i 1165 als seus catàlegs, on es va anunciar com a bouffonnerie extravagante.

## Trama
Encoratjat pel seu amic, un conserge d'una casa d'allotjament, un home va a provar sort com a sparring d'un lluitador professional a una fira com artista secundari. Veu alguns d'ells treballant, inclosa una lluitadora exageradament robusta que aplana completament el seu oponent. Finalment s'enfronta a un lluitador extremadament alt i aconsegueix sortir victoriós.

## Producció
El títol francès, Le Conseil du pipelet, fa referència al conserge de l'allotjament de la primera escena; aquests conserges s'havien anomenat "pipelets" a França des de la publicació d' Els misteris de París d'Eugène Sue (1842–43), on el nom apareix per primera vegada. La pel·lícula troba en Méliès reutilitzant una mica de comèdia física, amb un home aplanat com una creps per mitjà d'un acurat escamoteig, que ja havia utilitzat a Nouvelles luttes extravagantes (1900) i Le Raid Paris-Monte Carlo en deux heures (1905). Al seu torn, reutilitzaria l'uniforme de conserge a Le Locataire diabolique (1909).
Se sap que la pel·lícula sobreviu almenys des de la dècada de 1970, quan el llibre de John Frazer Artificially Arranged Scenes va descriure la seva acció, però va informar malament el títol francès com High-Life Taylor (el títol francès d'una pel·lícula de Méliès perduda). La confusió al voltant dels títols bilingües de les pel·lícules es va aclarir en una publicació del Centre National de la Cinématographie uns anys més tard.